# مسجد ماكاو
مسجد ماكاو هو المسجد الوحيد والمقبرة الإسلامية الوحيدة في ماكاو التابعة اداريا لجمهورية الصين الشعبية.

## التاريخ
ويعتقد أن المسجد ماكاو بني أولا من قبل المسلمين الذين جاءوا مع الجيش البرتغالي، في الأصل تم تجنيد هؤلاء المسلمين من جنوب آسيا من قبل الجيش داخل منطقة معقدة، وهناك أيضا مقبرة إسلامية مع بعض من القبور تعود لمئات السنين، تشير ضمنيا إلى أن الإسلام قد وصل لماكاو منذ مئات السنين، في الأشهر الأخيرة من عام 2007 خضع مسجد ماكاو للتجديد، ومن المقرر للمسجد أن يتضاعف حجمه، تبلغ مساحتة الإجمالية 1،250 متر مربع، ويمكن أن تستوعب المسجد ما يصل إلى 600 مصلي في وقت واحد 

## العمارة
تتكون منطقة المسجد من مسجد ماكاو ومقبرة ماكاو الإسلامية، وهناك أيضا مقر جمعية مكاو الإسلامية، يحتوي المسجد على مكان الوضوء وملعب لتنس الريشة وملعب عام، حجم مسجد ماكاو يبلغ حوالي 6.5 متر في 12 متر .

## الأنشطة
الجمعية الإسلامية في ماكاو مقرها في مسجد ماكاو والتي تدير العملية اليومية للمسجد، تأسست الجمعية في عام 1935 في ماكاو البرتغالية، المزيد من الناس يقومون بزيارة المسجد يوم الأحد بسبب ضيق الجدول الزمني للعمل في أيام الأسبوع، أو أثناء الاحتفالات الإسلامية الكبيرة مثل عيد الأضحى أو عيد الفطر، وأكثرهم يأتون للصلاة وقراءة القرآن الكريم، خلال عيد الأضحى المسلمين يضحون بذبح الأبقار في مسالخ ماكاو .

## الصور

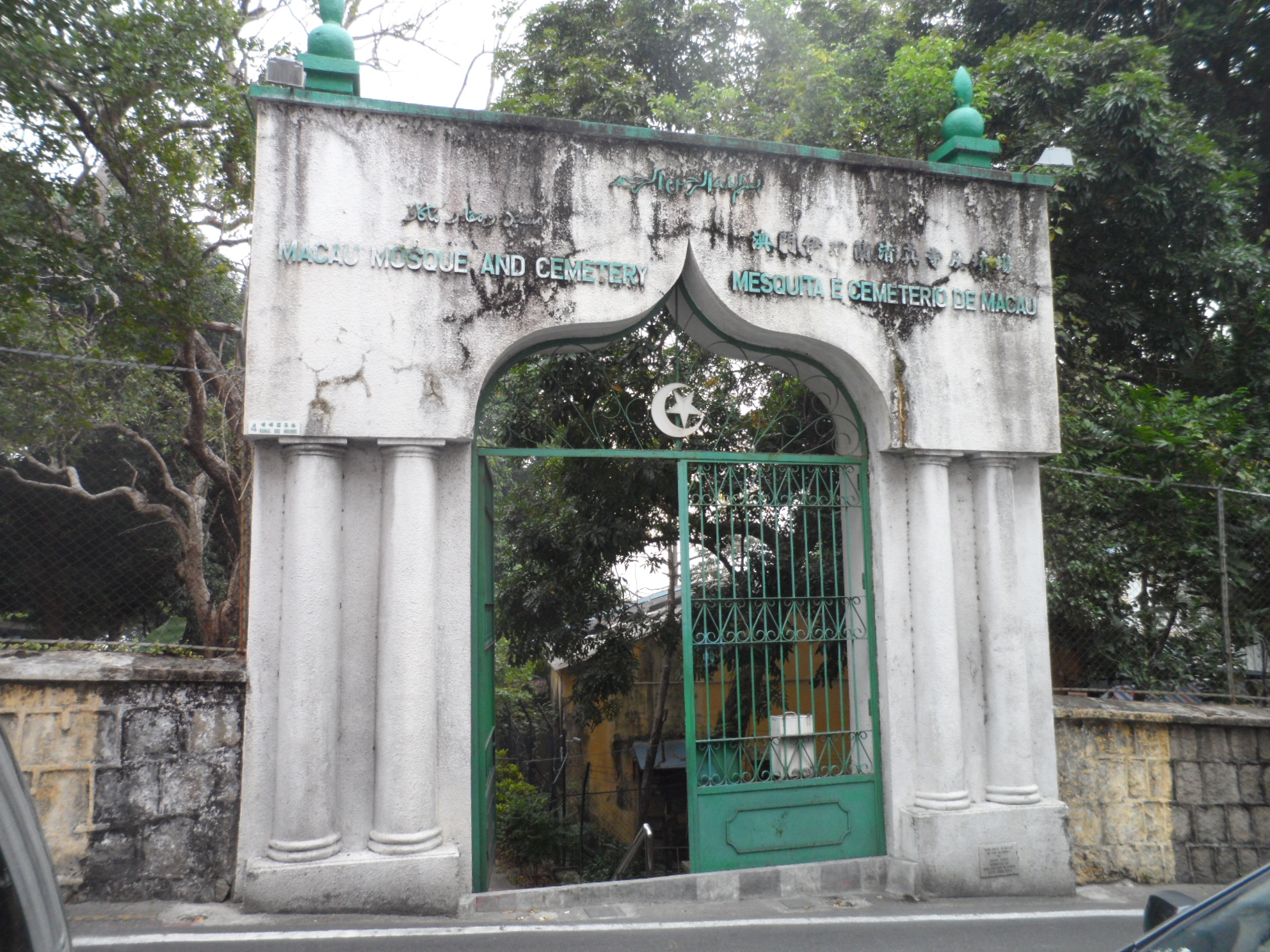
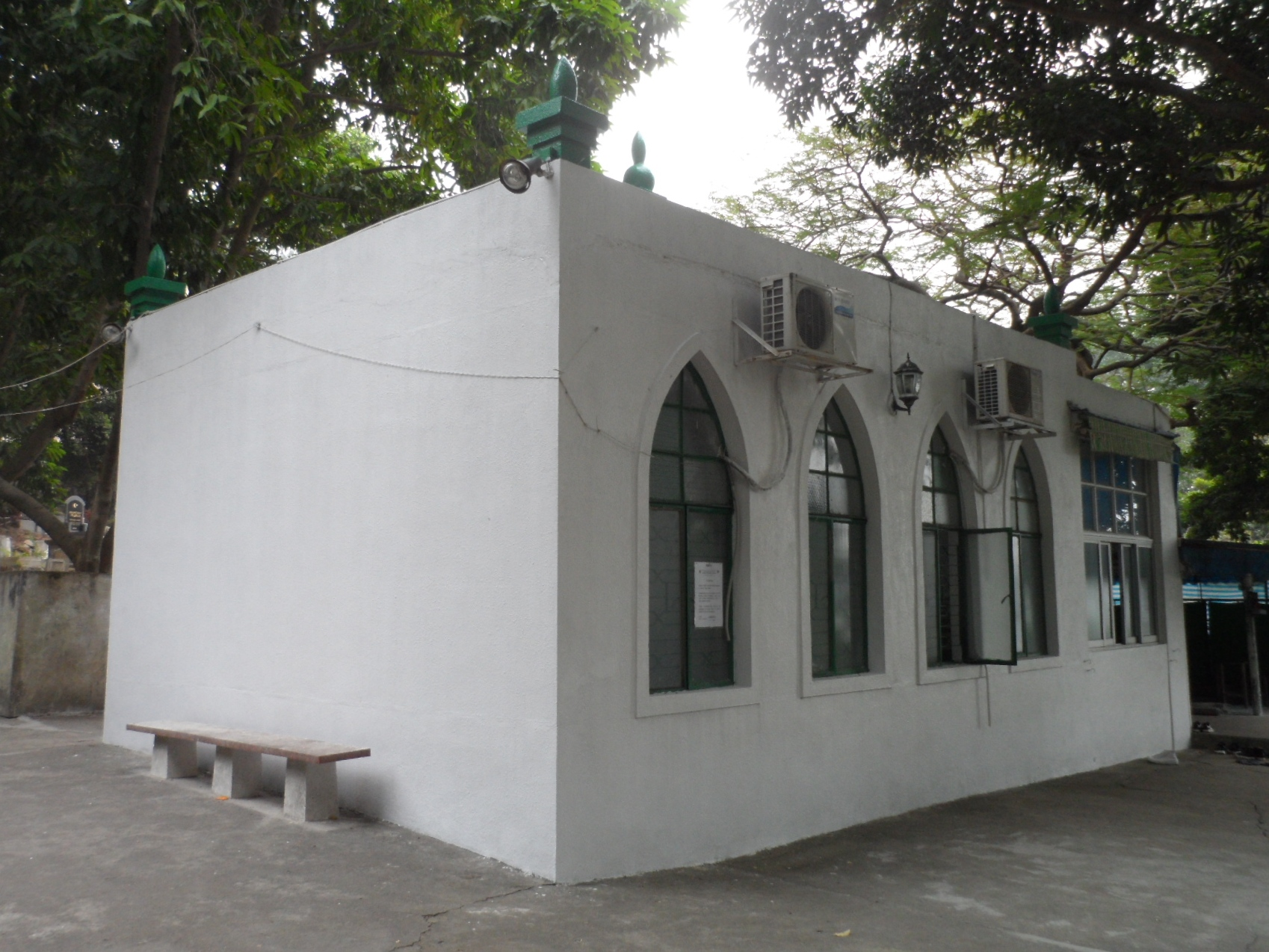
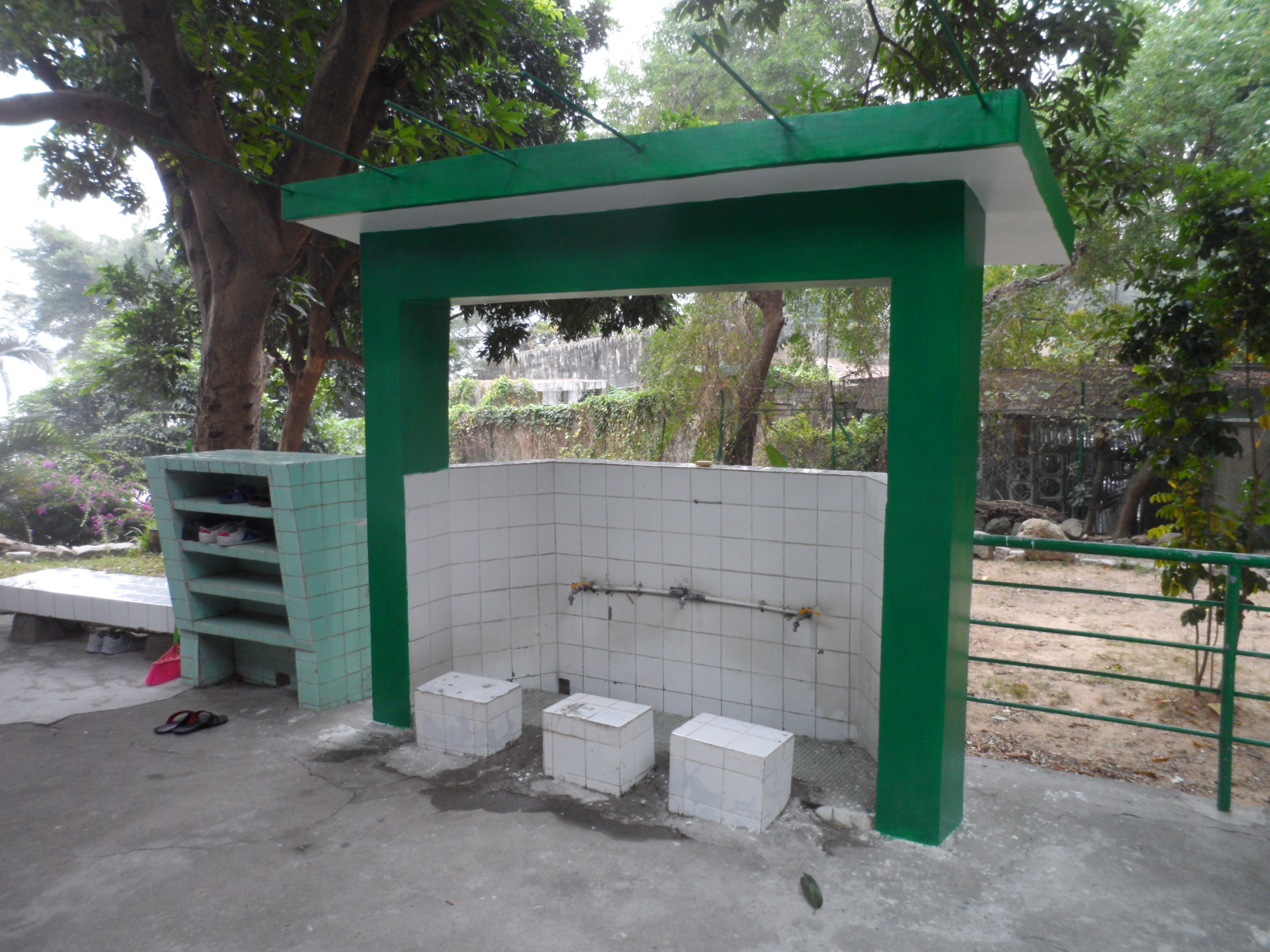
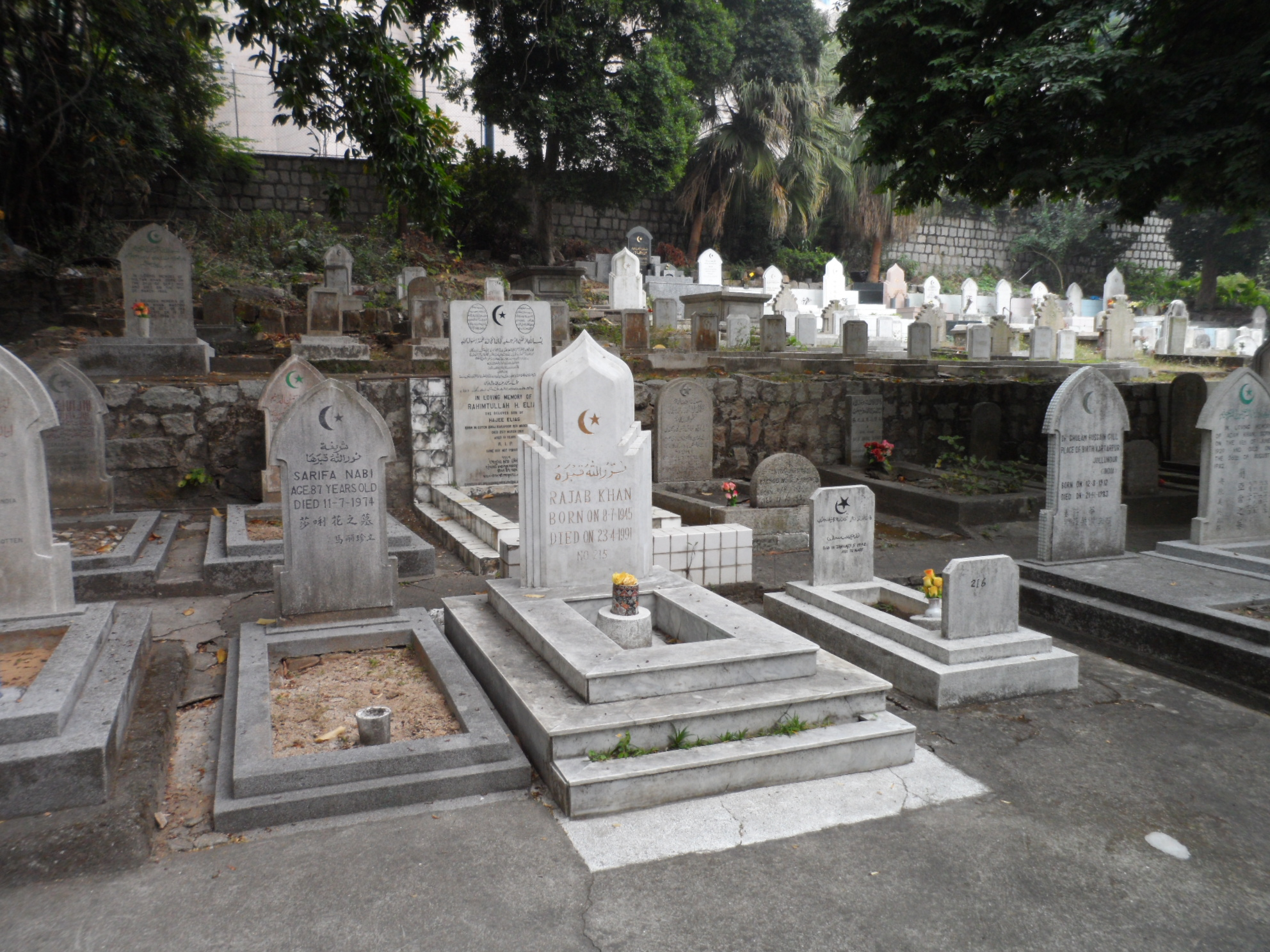
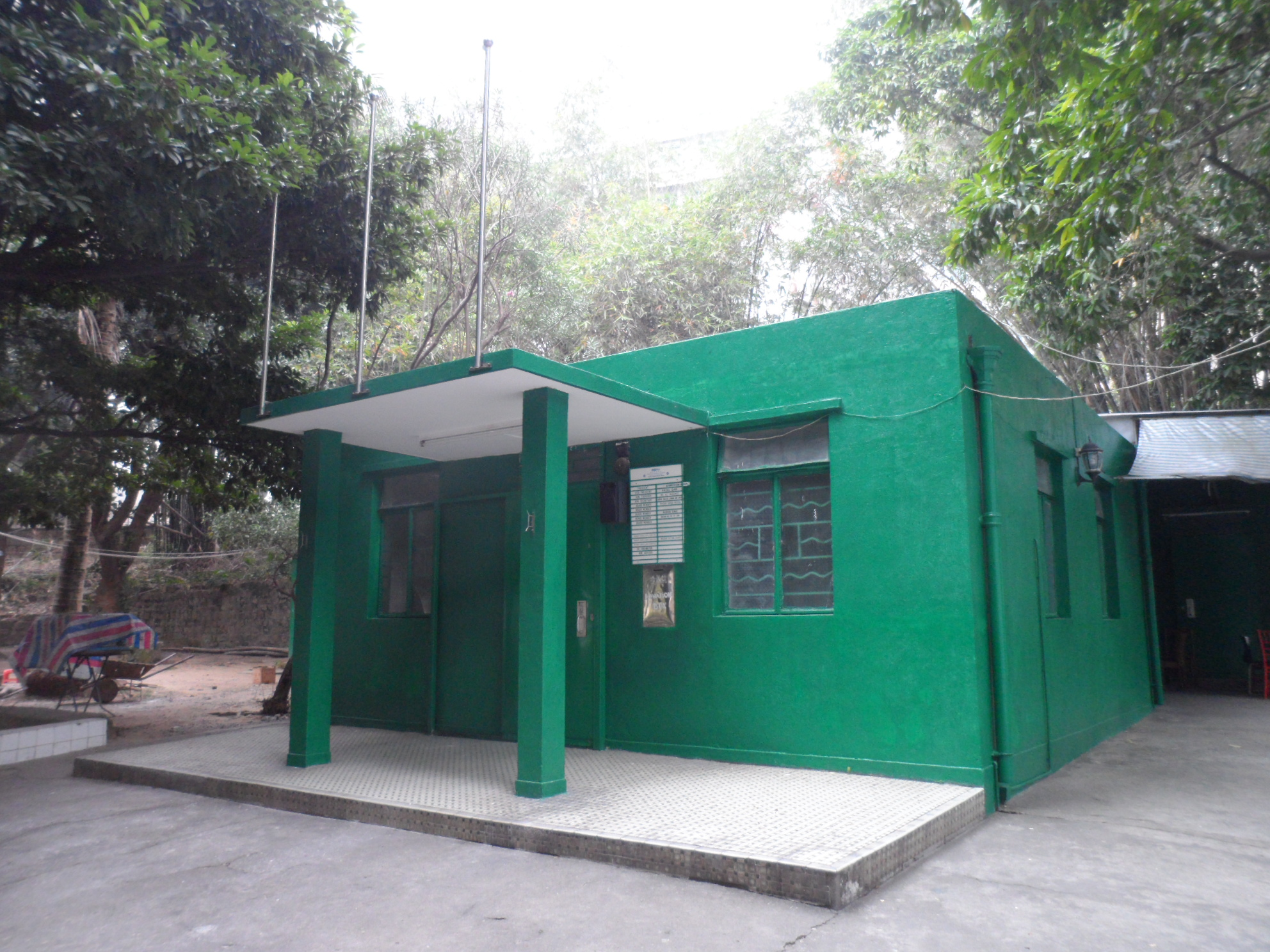